# 1214
- Wikisource

| Calendário gregoriano                                                        | 1214 MCCXIV                                            |
| Ab urbe condita                                                              | 1967                                                   |
| Calendário arménio                                                           | 663 – 664                                              |
| Calendário bahá'í                                                            | -630 – -629                                            |
| Calendário budista                                                           | 1758                                                   |
| Calendário chinês                                                            | 3910 – 3911 Início a 12 de fevereiro (aproximadamente) |
| Calendário copta                                                             | 930 – 931                                              |
| Calendário etíope                                                            | 1206 – 1207                                            |
| Calendários hindus - Vikram Samvat - Calendário nacional indiano - Cáli Iuga | 1269 – 1270 1135 – 1136 4314 – 4315                    |
| Calendário Holoceno                                                          | 11214                                                  |
| Calendário islâmico                                                          | 611 – 612                                              |
| Calendário judaico                                                           | 4974 – 4975                                            |
| Calendário persa                                                             | 592 – 593                                              |
| Calendário rúnico                                                            | 1464                                                   |
| Calendário solar tailandês                                                   | 1757                                                   |

1214 (MCCXIV, na numeração romana) foi um ano comum do século XIII do Calendário Juliano, da Era de Cristo, e a sua letra dominical foi E (52 semanas), teve início a uma quarta-feira, terminou também a uma quarta-feira.
No reino de Portugal estava em vigor a Era de César que já contava 1252 anos.
| Ano completo                        |
| ----------------------------------- |
| Ano comum com início à quarta-feira |

## Eventos
- 27 de junho - O rei Afonso II de Portugal assina o seu testamento em Coimbra[1], documento considerado um dos mais antigos textos de língua portuguesa.
- Batalha de Bouvines.

## Nascimentos
- 25 de Abril - Rei Luís IX de França.

## Mortes
- Diego Lopes II de Haro, Senhor da Biscaia.